# Carlos Mozer
Carlos Mozer (Rio de Janeiro, 1960. szeptember 19. –) brazil válogatott labdarúgó.
A brazil válogatott tagjaként részt vett az 1990-es világbajnokságon.

## Statisztika
| Brazil válogatott | Brazil válogatott | Brazil válogatott |
| Időszak           | Mérk.             | gól               |
| ----------------- | ----------------- | ----------------- |
| 1983              | 9                 | 0                 |
| 1984              | 3                 | 0                 |
| 1985              | 6                 | 0                 |
| 1986              | 5                 | 0                 |
| 1987              | 0                 | 0                 |
| 1988              | 0                 | 0                 |
| 1989              | 2                 | 0                 |
| 1990              | 4                 | 0                 |
| 1991              | 0                 | 0                 |
| 1992              | 1                 | 0                 |
| 1993              | 1                 | 0                 |
| 1994              | 1                 | 0                 |
| Összesen          | 32                | 0                 |